# Falsoplocia pardina
Falsoplocia pardina là một loài bọ cánh cứng trong họ Cerambycidae.